# Manuela (telenovela)
Manuela es una telenovela argentina realizada por Crustel S.A., Reteitalia y Deltavisión, y emitida por Canal 13 en 1991, bajo la producción de Marisol Crousillat. Está basada en la telenovela brasileña A Sucessora de Manoel Carlos, que a su vez, se basa en el libro homónimo de Carolina Nabuco. Contó con una versión libre de Elena Antonietto, Jorge Hayes y Norberto Vieyra, y cuya trama está ambientada en la época actual de entonces. 
Protagonizada por Grecia Colmenares y Jorge Martínez, coprotagonizada por Gabriel Corrado, Silvia Kutika y Cristina Murta, y antagonizada por María Rosa Gallo. También contó con las actuaciones especiales de Magalí Moro, Marita Ballesteros, y los primeros actores Hilda Bernard y Maurice Jouvet. Además de las participaciones de Andrea Bonelli, Nelly Prono, Lita Soriano, Gustavo Guillén, Carlos Mena y Jean Pierre Noher como actores invitados.

## Argumento
La telenovela narra el enfrentamiento de dos hermanas: Manuela e Isabel. 
Nacida de una relación prohibida, Isabel es llevada a Argentina y adoptada por Madame Guerrero, una señora rica. A las sombras, Bernarda, su madre biológica, permanece en la misma casa pero en carácter de sirvienta. Mientras tanto, Manuela, hermana de Isabel por parte de padre, crece en un pueblo argentino llamado Cañada Seca con parecido idéntico a Isabel salvo por el color de pelo, ya que Isabel es rubia platino en contraste con el cabello moreno de su hermana, sin contar que entre ambas además existen 10 años de diferencia. 
Isabel se vuelve una joven resentida y llena de odio cuando descubre que sus origenes no son los que ella siempre pensó y además una extraña enfermedad de la piel le va llenando el cuerpo de manchas, mientras Manuela es una chica llena de bondad  e inocencia que vive en un mundo familiarmente idílico con sus padres y primos en un pueblo italiano.
Finalmente, las dos mujeres se verán enfrentadas por el amor del mismo hombre, Fernando, marido de Isabel que conocerá e iniciará un idilio con Manuela impactado por su parecido con Isabel con la cual su matrimonio hace aguas.
Fernando desconoce que él no es esteril y que Isabel, que es quien lo es realmente, obligó al médico de confianza de la famila y amigo de Fernando a falsificar los documentos para hacerle creer que no puede engendrar. Este motivo unido a la enfermeda de piel de Isabel y la presencia axfisiante y constante de Bernarda, hace que ambos esten a punto de separarse.
Ambas hermanas llegan a conocerse en Italia donde Isabel, oculta tras unas gafas, revela a su hermana pequeña que Fernando le ha mentido y está casado con ella. Manuela huye impactada por la noticia y sufre  un accidente donde pierde el bebé que esperaba de Fernando. Al mismo tiempo, Isabel se amarga aún más impactada por la revelación de que la amante de su marido es un calco de ella pero mucho más joven.
Mientras Manuela se recupera del accidente y descubre que ha perdido a su bebé, Isabel decide hacer un viaje al Delta en el yate privado de la familia para intentar salvar su casi roto matrimono con Fernando.  La joven hace caso omiso de la tía Gabriela, tarorista y vidente y, a su vez, tía de Fernando, que le aconseja que no viaje pues en las cartas ve que algo terrible va a suceder y que una mujer quedará condenada a vivir entre las sombras.
En el viaje se produce un terrible accidente donde Fernando no puede evitar perder el control del yate donde viajan y donde Isabel es arrastrada, sin remedio, por las aguas del embravecido río.
Con el terrible fallecimiento de Isabel, cuyo cuerpo terriblemente desfigurado aparecerá unos días después, Fernando busca a Manuela y consigue su perdón por haberle ocultado que estaba casado. Con la alegría de la reconciliación, Manuela decide no contarle nada de la perdida del bebé y empezar desde cero con él aceptando su proposición de matrimonio. 
Fernando decide pasar página rápidamente y olvidar cuanto antes tanto su tortusoso matrimonio con Isabel como la impactante muerte de ésta, llevando a su nueva esposa a vivir a la mansión, donde el recuerdo de la difunta aún sigue demasiado vivo en todos, especialmente en Bernarda, convertida en una severa e inquietante ama de llaves.
Un enorme cuadro de Isabel preside el salón de la mansión como si todavía estuviese allí vigilando cada uno de los acontecimientos de sus habitantes.
Comenzará entonces un verdadero infierno para Manuela en la mansión, sobre todo porque puede que no sea solo el recuerdo de Isabel lo que esté realmente vivo, y la joven tenga que buscar una explicación a ese fantasma tapado con una inquietante máscara, que vaga por los pasillos de la mansión entre las sombras.
Lo que Manuela no puede imaginar es que, aún más allá de lo que pueda descubrir en esa casa, su historia estará ligada a un inquietante pacto de sangre, una posesión gracias a un embrujo  y a una verdad con tintes sobrenaturales que harán mucho más peligroso y,, sobre todo, inquietante acercarse a la verdad......

## Elenco
- Grecia Colmenares - Manuela Verezza/Isabel Guerrero
- Jorge Martínez - Fernando Salinas
- María Rosa Gallo † - Bernarda Morelli
- Gabriel Corrado - Rudy Verezza
- Silvia Kutika - Mariana Verezza
- Cristina Murta † - Mercedes Verezza
- Marita Ballesteros - Teresa Salinas
- Gustavo Guillén † - Emilio Acosta
- Nelly Prono † - Gabriela
- Hilda Bernard † - Mme. Guerrero
- Aldo Braga † - Corrado Verezza
- Andrea Bonelli - Silvina
- Graciela Gómez - Adelaida
- Pachi Armas †  - Dr. Pintos
- Carlos Mena - Lorenzo
- Fabián Pizzorno - Leopoldo
- Jean Pierre Noher - Antonio
- Eduardo Sapac - Art Wilson
- Horacio Menite - Leonardo de la Vega
- Manuela González Bird - Elisa
- Horacio Peña - Padre José
- Verónica Lercari - Chela
- Clotilde Borella † - Carlota
- Andrea Politti - Luisa
- Fabiana Roth - Celeste
- María Silvia Varela - Felisa
- Nya Quesada † - Jacinta
- Maurice Jouvet † - Benigno (Capítulos 1 - 13)
- Rodolfo Brindisi † - Benigno (Capítulos 77 - 78)
- Joaquín Bouzas † - Dr. Villas
- Horacio Dener † - Rafael
- Alberto Lago - Gustavo
- Luis Aranda † - Juan, el padre de Gustavo
- Tina Elba † - Mrs. Barnett
- Verónica Meneguzzi - Nina
- Oscar Boccia - Cosma
- Lita Soriano † - Amelia
- Magali Moro - Rosario
- Liliana Lavalle - Dorothy
- Susana Monetti † - Amanda
- Roxana Testa † - Marcia
- Pilar Masciocchi - Isabel Guerrero (Capítulos 63 - 86)
- Vita Escardó - Isabel Guerrero (Capítulos 86 - 165) / Anais
- Gabriela Salas - Bernarda joven
- Rubén Ballester - Corrado joven
- Guillermo Blanco † - Dr. Santillán
- Mónica Galán † - Enfermera Norma
- Nora Kaleka - Enfermera Gladys
- Giorgio Mastrota - Marcello Negri
- Paulino Andrada † - Víctor
- Gloria Carrá - Jenny
- Gustavo Rex - Amigo de Fernando en Los Ángeles
- Daniela Redin - Manuela e Isabel de niña
- Emiliano Kaczka - Rudy de niño
- Natalia Pérez - Mariana de niña
- María Laura Deambrosi - Luisa de niña
- Martin Drogo - Goyo de niño
- Abel Sáenz Buhr † - Dr. Vergara
- Alejandro Milrud - Juanjo Fernández Murier
- Alejandro Vega - Billy (Capítulo 1)
- Heraldo Domato - Arquitecto Bosh (Capítulo 1)
- Marta Longo † - Bruja Siciliana (Capítulo 7)
- Javier Drogo - Tito (Capítulo 7)
- Roberto Fiore † - Padre de Emilio
- Jorge Baza DeCandia - Dr. Gogni
- César André - Dr. Suarez
- Roberto Dairiens † - Joyero Sáenz
- Beatriz Thibaudin † - Eleonora (vendedora de pieles)
- Jorge Schubert - Martin
- Carlos Garric - Recepcionista del Hotel Hassler
- Osvaldo Guidi † - Dr. Collazo
- Oscar Ferreiro † - Señor Incháustegui
- Pablo Novak - Jean Carlo
- Bibiana Gonzales - Enfermera (Capítulo 63)
- Hugo Castro † - Salvador
- Elena Perez Rueda - Inés
- Pablo Franchini - Paolo
- Jesús Berenguer - Dr. Paez
- Patricia Linares - Renata
- Ernesto Michel - Dr. en Italia (Capítulo 58)
- Paola Krum - Enfermera en Italia (Capítulo 58)
- Amadeo Ronco - Sr. Rogelio
- Sandra Di Milo † - Eulalia
- Marcela Ferradás - Betty
- Silvina Bosco † - Carla
- Martin Coria - Sobreviviente del accidente (Capítulo 61)
- Damián Iglesias - Tino
- Rubén Green † - Señor Lilian
- Diana Ingro † - Berenice
- Elvio Galván - Aldo
- Elsa Piuselli † - Madre Hortensia
- Luis María Mathé - Juez Aguirre
- Luis Cordara † - Inspector Luna
- Fernando Madanes - Dr. Cruz
- Pablo Abas - Agustín
- Stella de la Rosa - Vera
- Diana Maggi - Directora de la escuela de Cañada Seca
- Miguel Ángel Paludi - Valentín

## Equipo técnico
- Vestuario: Guillermo Blanco
- Escenografía: Horacio De Lázzari
- Iluminación: Luis Cardoso
- Producción ejecutiva: Rodolfo Hoppe
- Asistente de dirección: Daniel Barreiro
- Dirección: Carlos Escalada

## Versiones
Manuela está basada en el libro A Sucessora, escrito por la autora brasileña Carolina Nabuco en 1934. De esta historia se hicieron las siguientes adaptaciones:
- La primera versión fue la telenovela brasileña A Sucessora, producida por Rede Globo en 1978. Adaptada por Manoel Carlos, dirigida por Herval Rossano, Gracindo Junior y Sergio Mattar, y protagonizada por Suzana Vieira y Rubens de Falco. La telenovela está ambientada en la década de 1920.
- En 1988, las cadenas colombianas RTI Televisión y Cadena Uno, realizaron una versión libre titulada La sombra de otra. Adaptada también por Manoel Carlos, dirigida por Alí Humar, y protagonizada por Celmira Luzardo y Diego Álvarez. La telenovela está ambientada en la época actual de entonces. A partir de esta versión, es añadida como primera parte la trama de las dos hermanas idénticas (la protagonista y la primera esposa fallecida).
- La productora peruana América Televisión realizó en 1999, una versión de esta historia titulada Isabella, mujer enamorada. Adaptada por Ana Montes, producida por José Enrique Crousillat, y protagonizada por Ana Colchero y Christian Meier. La telenovela está ambientada en la década de 1930.

- Datos: Q1971236